# Varanges
Varanges é uma comuna francesa na região administrativa da Borgonha-Franco-Condado, no departamento de Côte-d'Or. Estende-se por uma área de 9,38 km². Em 2010 a comuna tinha 717 habitantes (densidade: 76,4 hab./km²).